# Lord-lieutenant du Banffshire
Ceci est une liste de personnes qui ont servi comme Lord Lieutenant du Banffshire.
- James Duff, 2e comte Fife 17 mars 1794 – 24 janvier 1809
- En commission 1809–1813
  - Sir George Abercromby, 4e baronnet
  - Francis Garden Campbell
  - Stewart Souler
- James Duff 8 juin 1813 – 1856
- James Duff 17 mars 1856 – 7 aout 1879
- Charles Gordon-Lennox, 6e duc de Richmond 22 août 1879 – 27 septembre 1903
- Charles Gordon-Lennox, 7e duc de Richmond 16 novembre 1903 – 18 janvier 1928
- Sir John Ritchie Findlay, 1er baronnet 11 avril 1928 – 13 avril 1930
- James Archibald 19 juillet 1930 – 8 septembre 1946
- Sir George Abercromby, 8e baronnet 21 décembre 1946 – 9 septembre 1964
- Col. Thomas Robert Gordon-Duff 15 janvier 1964 – 1987 †
- James Alexander Strachan McPherson 11 décembre 1987 – 2002 †
- Clare Nancy Russell 19 février 2003 – présent

† Connu comme Lord-lieutenant du comté de Banff en Grampian Region 1975–1996.

## Deputy Lieutenants
Deputy Lieutenants soutien Traditionnellement le Lord-Lieutenant. Il pourrait y avoir plusieurs deputy-lieutenants à tout moment, selon la population du comté. Leur nomination n'e prend pas fin avec le changement de Lord-Lieutenant, mais ils ont souvent pris leur retraite à l'âge de 75 ans.
- George Stephen, 1er Baron Mount Stephen 29 avril 1901 [1]